# Sonic Adventure 2: Battle
Sonic Adventure 2: Battle es un videojuego producido por Sonic Team y distribuido por Sega para la videoconsola GameCube y como expansión para Sonic Adventure 2 en Steam. El título es una reedición original del videojuego Sonic Adventure 2 de la videoconsola Dreamcast. Fue lanzado al mercado el 10 de diciembre de 2001 en Japón, el 12 de febrero de 2002 en Estados Unidos y el 3 de mayo de 2002 en Europa.

## Modos de Juego
El juego tiene 3 modos de juego distintos:
- Modo Hero (Héroe): en el que Sonic, Tails y Knuckles se unen para intentar detener al Dr. Eggman (Dr. Robotnik)

- Modo Dark (Oscuro): en el que Shadow, Eggman y Rouge intentan llevar a cabo su plan destructivo.

- Modo Last (Último): en el que se unen ambos bandos para intentar salvar el mundo que va a ser destruido.

## Personajes

### Personajes de modo 1P
- Sonic the Hedgehog: Sonic es un erizo azul que adora la aventura. Es la criatura más rápida del universo, y siempre está dispuesto a recorrerse el mundo para desbaratar los planes del Dr. Eggman. Tras su última aventura(Sonic Adventure) se ha tomado un tiempo de relax hasta que los guardias de GUN le detienen.
- Miles "Tails" Prower: Tails es un joven zorro que hasta hace poco era un poco cobarde y muy dependiente. Pero, tras derrotar al robot gitante de Eggman en Station Square, se ha armado de valor y es capaz de valerse por sí mismo. Es el mejor amigo de Sonic y un gran genio de la mecánica, lo que rivaliza con el Dr. Eggman.
- Knuckles the Echidna: El último echidna que queda vivo en el mundo. Es el guardián de la Master Emerald, y experto en artes marciales profesionales. Mientras discute con Rouge sobre la Master Emerald, Eggman la intenta robar y Knuckles la rompe para impedirlo. Ahora, una vez más, tiene que buscar de nuevo los fragmentos.
- Shadow the Hedgehog: La forma de vida suprema. Fue creado por Gerald Robotnik, abuelo de Eggman. Convivió en la Colonia Espacial ARK junto a María, nieta de Gerald y su gran amiga, hasta que la colonia fue atacada. Ahora, busca vengar la muerte de María, y superar los recuerdos que le atormentan cada día. Utiliza el Chaos Control.
- Dr. Eggman: Empezó poniendo animalitos en máquinas y ha acabado accediendo a una antigua colonia espacial para disparar un cañón capaz de acabar con el mundo. Con la ayuda de Shadow, consigue entrar en ARK y cargar el cañón con las 6 Chaos Emeralds. Nunca parará hasta conseguir sus dos objetivos: acabar con Sonic y dominar el mundo para construir el suyo propio.
- Rouge: Nadie sabe de dónde ha salido Rouge, pero se ha metido en la vida de los héroes por medio de su rivalidad con Knuckles. Adora las joyas, y quiere conseguir cuantas más mejor. Su objetivo es fastidiar a Knuckles reuniendo la Master Emerald, pero el ejército GUN le ofrece trabajar para ellos a cambio de joyas; por lo que Rouge acaba infiltrada en el equipo de Eggman.

### Personajes de modo 2P
- Amy Rose: Una eriza llena de energía y enamorada de Sonic.
- Metal Sonic: El robot más fuerte y veloz inventado por el Dr. Eggman para igualar a Sonic.
- Chao Walker: Máquina de combate inspirada en los Chao, y creada por Tails.
- Dark Chao Walker: Una máquina de combate creada por el Dr. Eggman para el Dark Chao.
- Tikal: Chica equidna de la tribu de Knuckles con poderes místicos. Apareció originalmente en el juego Sonic Adventure.
- Chaos: El Dios de la Destrucción, protector de los Chao. Apareció originalmente como antagonista en el juego Sonic Adventure.

### Últimos Jefes
- Biolizard: El prototipo de la forma de vida perfecta en fase 1.
- Finalhazard: El prototipo de la forma de vida perfecta en fase 2 el cual se fusiona con la Colonia Espacial ARK para tratar de destruir el mundo.

### Otros personajes
- Prof. Gerald Robotnik: Brillante científico y abuelo del Dr. Eggman. Él diseño la Colonia Espacial ARK y también participó en el Proyecto Shadow, la creación de la forma de vida definitiva. Desapareció más tarde cuando el ejército aniquiló a todos los empleados de la colonia.
- Maria Robotnik: Era la nieta del Profesor Gerald y prima del Dr. Eggman. Fue asesinada por soldados del gobierno en la clausura de la Colonia Espacial ARK hace 50 años. Vive en los recuerdos de Shadow.
- Omochao:Personaje robot similar a los Chao, ayuda al jugador en ciertas partes del juego.

## Sonic y Shadow

### Acciones
- "Homing Attack": Salta y Pulsa A mientras estás en el aire.
- "Somersault": Pulsa B.
- "Spin Dash": Manten pulsado el botón B y suéltalo cuando ya estés cargado.
- "Grinding": Salta sobre una barandilla y mantén apretado el B.
- "Light Dash": Pulsa B en un camino de anillos (Se requieren los Light/Air Shoes)

### Objetos Especiales
- "Light/Air Shoes": Permiten usar el Light Dash.
- "Ancient Light": Permiten usar el Light Attack.
- "Flame Ring": Convierte Somersault en Fire Somersault
- "Mystic Melody": Permite cumplir la 3.ª misión satisfactoriamente.
- "Bounce Bracelet": (Sonic): Permite a Sonic botar como una pelota de goma.
- "Magic Hands" (Sonic): Al pulsar el botón Y y luego el B permite a Sonic encerrar a los enemigos que estén más cerca en pequeñas bolas para después lanzarlas a otros enemigos.

## Tails y Eggman

### Acciones
- "Volkan Cannon": Pulsa B.
- "Propeller Punch/Punch": Pulsa B junto a un enemigo.
- "Lock-On": Mantener presionado el botón B.
- "Lock-On Missile": Soltar botón B
- "Hovering": Teniendo el Jet Booster o Jet Anklet, respectivamente, y presionando A en el cenit del salto permite flotar (en Cosmic Wall permite volar por tiempo limitado)

### Objetos especiales
- "Laser Blaster": Hace más potente al Lock-On missile, haciendo que llegue una onda expansiva a los enemigos más cercanos.
- "Bazooka/Large Cannon": Hace más potente al Volkan Cannon permitiendo destruir contenedores de metal.
- "Jet Booster/Anklet": Permite usar Hovering.
- "Protection Armor" (Eggman): Le da al Egg Walker mayor resistencia.
- "Mystic Melody": Esta melodía puedes descubrir secretos en el juego, para funcionar debe de ser tocada cerca de los "castillos miniatura".

## Knuckles y Rouge

### Acciones
- "Glide": Mantener pulsado A en el aire.
- "Climb Walls": Pegate a una pared mientras planeas y muévete.
- "Punch/Kick Attack": Botón B
- "Dig": Botón B mientras trepas o Y + B en el suelo. (También puedes hacer Drill). Se requieren las Shovel Claws/Pick Nails
- "Swim": Botón B para sumergirse, A para emerger.
- "Drill Claw/Drive": En el aire, pulsa B.
- "Rotating Kick/Punch": Rota el control stick unos 6 segundos, espera a la acción y presiona B.

### Objetos especiales
- "Shovel Claws/Pick Nails": Permiten cavar a knucles y rouge en paredes, tierra, knucles cava con las manos y rougecon los pies
- "Hammer Gloves/Iron Boots": Potencian los golpes/patadas permitiendo romper contenedores de acero
- "Sunglasses/Treasure Scope": Permiten ver objetos que no se ven a simple vista (Para activarlos Y hasta que aparezca su nombre + B)
- "Air Necklace": Permite a Knuckles bucear sin tener que subir a respirar
- "Mystic Melody" sirve para descubrir secretos ocultos en el juego, para funcionar necesitas tocar la melodía cerca de un "castillo miniatura"

## Objetos
- Zapatos de alta velocidad: Te dan mayor velocidad durante un tiempo.
- Cajas de anillos: Cajas que contienen 5/10/20 anillos.
- Escudo magnético: Atrae y recoge a los anillos cercanos hasta sufrir daño.
- Salud: Restaura puntos de vida (Fases de Tails y Eggman).
- Invencibilidad: Destruye a tus enemigos sin sufrir daño y obtén el doble de puntos durante un tiempo limitado.
- Escudo: Protege a tu personaje del daño una sola vez.
- Bomba: Destruye a todos los enemigos cercanos.
- Vida Extra: Añade una vida a tu contador.

## Objetos especiales (Resumen)

### Sonic
- Light Shoes: Te sirven para ejecutar el Light Dash.
- Flame Ring: Rompe contenedores de metal con un Somersault (ahora Fire Somersault).
- Magic Hands: Puede meter a los robots en bolas pequeñas.
- Bounce Bracelet: Te sirve para ejecutar uno o más rebotes pulsando el botón B mientras estés en el aire.
- Ancient Light: Permite usar el Light Dash sobre los enemigos (Light Attack).
- Mystic Melody: Te permite activar las ruinas de las misiones para algún pasadizo o alguna otra cosa.

### Shadow
- Air Shoes: Hacen a Shadow capaz de usar el Light Dash/Air Dash.
- Flame Ring: Similar al de Sonic.
- Ancient Light: Te sirve para perseguir y acabar con los robots.
- Mystic Melody: Similar al de Sonic

### Tails
- Jet Booster: Sirven para realizar el Hovering.
- Bazooka: Rompe contenedores de metal con un Volkan Cannon.
- Laser Blaster: Al impactar el Homing Missile contra el enemigo que destruye a los demás robots que están próximos a este.
- Mystic Melody: Similar a los anteriores

### Dr. Eggman
- Protection Armor: Te sube la defensa un 25 %.
- Laser Blaster: Similar al de Tails
- Bazzoka: Similar al de Tails
- Jet Anklet: Permiten realizar el Hovering (en Cosmic Wall permite volar por corto tiempo).
- Mystic Melody: Similar a los anteriores

### Knuckles
- Shovel Claw: Permiten excavar.
- Hammer Gloves: Rompe contenedores de metal con un puuñetazo
- Air Necklace: Para respirar bajo el agua.
- Sunglasses: Permite ver objetos ocultos en el escenario.
- Mystic Melody: Similar a los anteriores

### Rouge
- Pick Nail: Similar a las Shovel Claw de Knuckles.
- Iron Boots: Rompe contenedores de metal con una patada
- Treasure Scope: Similar a los Sunglasses de Knuckles.
- Mystic Melody: Similar a los anteriores

## Misiones
Si completas misiones conseguirás emblemas.
Cada nivel dispone de 5 misiones que cumplir, que son las siguientes:
- 1.ª misión: Cumple la condición impuesta a cada personaje.
- 2.ª misión: Recoge 100 anillos.
- 3.ª misión: Encuentra el Chao perdido en algún lugar de la fase. (Has de poseer como mínimo la Melodía Mística (Mystic Melody) para completar esta misión y en niveles de kart completa la misión sin chocar con otros coches).
- 4.ª misión: Cumple las condiciones normales en un límite de tiempo. (En kart complétala sin chocar con los muros).
- 5.ª misión: Aumenta el nivel de dificultad.

## Modo 2P
Hay muchas maneras de jugar acompañado:
- Batalla aleatoria: La CPU elige aleatoriamente una de las tres batallas siguientes:
- Batalla de Carrera de acción: Carreras a toda velocidad.
- Batalla tras el Tesoro: Encuentra el tesoro.
- Batalla de Tiros: A tiro limpio.
- Carrera Chao: Haz carreras con tus Chao.
- Karate Chao: Juega Karate con tus Chao.

Alcanza al presidente con Tails, y alcanza a Tails con Rouge para sacar Carrera de Karts:(Carreras de coches)

## Chao
Los Chao son formas de vida artificial que puedes cuidar, alimentar, mimar... De hecho, parecen tan reales que pueden dar mucha pena cuando mueren (a veces reviven). Los Chao viven en el jardín Neutral, pero si un Chao pasa a ser Héroe u Oscuro, se crearán respectivos jardines. Se alimentan de frutas de su jardín o frutas especiales que puedes comprar en el mercado negro. Pueden mejorar sus habilidades si les das animales o Chaos Drives.
Puedes llevar los Chao al Jardín Infantil, donde los cuidaran en las Clases, serán revisados en el Médico, podrás visitar al director, y ponerles un nombre, además de comprar cosas en el Mercado Negro.
Para información más a fondo, véase Chao (Sonic the Hedgehog).

## Memory card (Tarjeta de Memoria)
Para este juego se necesitan 11 cubos de espacio en la memoria, 8 del chao world y 3 del juego.
Además el juego es compatible con el juego Sonic Advance de Game Boy Advance.